# Triple saut féminin aux championnats du monde d'athlétisme 2011
Navigation
Berlin 2009 Moscou 2013
L'épreuve du triple saut féminin des championnats du monde de 2011 s'est déroulée les 1er et 2 septembre 2011 dans le stade de Daegu en Corée du Sud. Elle est remportée par l'Ukrainienne Olha Saladukha.

## Records et performances

### Records
Les records du triple saut femmes (mondial, des championnats et par continent) étaient avant les championnats 2011 les suivants :  
| Record                    | Athlète                | Pays       | Distance | Lieu              | Date            |
| ------------------------- | ---------------------- | ---------- | -------- | ----------------- | --------------- |
| Record du monde           | Inessa Kravets         | Ukraine    | 15,50 m  | Göteborg, Suède   | 10 août 1995    |
| Record des championnats   | Inessa Kravets         | Ukraine    | 15,50 m  | Göteborg, Suède   | 10 août 1995    |
| Record d'Afrique          | Françoise Mbango Etone | Cameroun   | 15,39 m  | Beijing, Chine    | 17 août 2008    |
| Record d'Asie             | Olga Rypakova          | Kazakhstan | 15,11 m  | Beijing, Chine    | 17 août 2008    |
| Record d'Amérique du Nord | Yamilé Aldama          | Cuba       | 15,29 m  | Rome, Italie      | 11 juillet 2003 |
| Record d'Amérique du Sud  | Caterine Ibargüen      | Colombie   | 14,99 m  | Bogota, Colombie  | 13 août 2011    |
| Record d'Europe           | Inessa Kravets         | Ukraine    | 15,50 m  | Göteborg, Suède   | 10 août 1995    |
| Record d'Océanie          | Nicole Mladenis        | Australie  | 14,04 m  | Hobart, Australie | 9 mars 2002     |

### Meilleures performances de l'année 2011
Les dix athlètes les plus performants de l'année sont, avant les championnats (au 14 août 2011), les suivants.
|    | Athlète               | Pays       | Distance | Date            |
| -- | --------------------- | ---------- | -------- | --------------- |
| 1  | Yargeris Savigne      | Cuba       | 14,99 m  | 8 juillet 2011  |
| 1  | Caterine Ibargüen     | Colombie   | 14,99 m  | 13 août 2011    |
| 2  | Olha Saladuha         | Ukraine    | 14,98 m  | 4 juin 2011     |
| 3  | Olga Rypakova         | Kazakhstan | 14,96 m  | 27 juillet 2011 |
| 5  | Paraskeví Papahrístou | Grèce      | 14,72 m  | 11 juin 2011    |
| 6  | Natalya Kutyakova     | Russie     | 14,67 m  | 2 juin 2011     |
| 7  | Mabel Gay             | Cuba       | 14,65 m  | 19 mars 2011    |
| 8  | Josleidy Ribalta      | Cuba       | 14,61 m  | 18 février 2011 |
| 9  | Katja Demut           | Allemagne  | 14,57 m  | 13 juin 2011    |
| 10 | Dailenys Alcántara    | Cuba       | 14,56 m  | 18 février 2011 |

## Engagées
Pour se qualifier, il faut avoir réalisé au moins 14,30 (minimum A) ou 14,10 m (minimum B) entre le 15 octobre 2010 et le 15 août 2011.

## Médaillées
| Or             | Argent        | Bronze            |
| Olha Saladukha | Olga Rypakova | Caterine Ibargüen |

## Résultats

### Finale
| Rang               | Athlète            | Pays        | Essais  | Essais  | Essais  | Essais  | Essais  | Essais  | Marque  | Notes |
| Rang               | Athlète            | Pays        | 1       | 2       | 3       | 4       | 5       | 6       | Marque  | Notes |
| ------------------ | ------------------ | ----------- | ------- | ------- | ------- | ------- | ------- | ------- | ------- | ----- |
| Médaille d'or      | Olha Saladukha     | Ukraine     | 14,94 m | 13,64 m | 14,68 m | 14,65 m | 14,22 m | 14,48 m | 14,94 m |       |
| Médaille d'argent  | Olga Rypakova      | Kazakhstan  | x       | 14,72 m | x       | x       | 14,89 m | 14,54 m | 14,89 m |       |
| Médaille de bronze | Caterine Ibargüen  | Colombie    | 14,64 m | 14,67 m | 13,76 m | 14,81 m | 14,84 m | 14,80 m | 14,84 m |       |
| 4                  | Mabel Gay          | Cuba        | 14,45 m | 14,31 m | x       | 14,53 m | 14,67 m | 14,18 m | 14,67 m | PB    |
| 5                  | Yamilé Aldama      | Royaume-Uni | 14,50 m | x       | x       | x       | x       | 14,33 m | 14,50 m | SB    |
| 6                  | Yargelis Savigne   | Cuba        | 14,43 m | x       | x       |         |         |         | 14,43 m |       |
| 7                  | Anna Kuropatkina   | Russie      | 13,89 m | 14,23 m | x       | 14,09 m | x       | 14,06 m | 14,23 m |       |
| 8                  | Baya Rahouli       | Algérie     | 13,95 m | 13,79 m | 14,12 m | x       | 14,03 m | 13,97 m | 14,12 m |       |
| 9                  | Natalia Iastrebova | Ukraine     | 13,34 m | 13,89 m | 14,12 m |         |         |         | 14,12 m |       |
| 10                 | Biljana Topić      | Serbie      | 14,03 m | 13,84 m | x       |         |         |         | 14,03 m |       |
| 11                 | Dana Velďáková     | Slovaquie   | 13,96 m | x       | x       |         |         |         | 13,96 m |       |
| 12                 | Keila Costa        | Brésil      | 13,71 m | x       | 13,72 m |         |         |         | 13,72 m |       |

### Qualifications
Qualification : 14,45 m (Q) ou les 12 meilleurs sauts (q)
| Rang | Groupe | Athlète                 | Nationalité  | Essai 1 | Essai 2 | Essai 3 | Résultat | Notes |
| ---- | ------ | ----------------------- | ------------ | ------- | ------- | ------- | -------- | ----- |
| 1    | B      | Yargelis Savigne        | Cuba         | 14,32 m | 14,40 m | 14,62 m | 14,62 m  | Q     |
| 2    | A      | Mabel Gay               | Cuba         | 14,21 m | 14,53 m |         | 14,53 m  | Q     |
| 3    | A      | Caterine Ibargüen       | Colombie     | 14,52 m |         |         | 14,52 m  | Q     |
| 4    | A      | Olha Saladukha          | Ukraine      | 14,40 m | 14,36 m | 14,35 m | 14,40 m  | q     |
| 5    | B      | Yamilé Aldama           | Royaume-Uni  | 14,35 m | 14,20 m | x       | 14,35 m  | q, SB |
| 6    | B      | Olga Rypakova           | Kazakhstan   | x       | 14,33 m | x       | 14,33 m  | q     |
| 7    | A      | Anna Kuropatkina        | Russie       | 14,05 m | x       | 14,31 m | 14,31 m  | q     |
| 8    | B      | Baya Rahouli            | Algérie      | 14,30 m | 13,95 m | x       | 14,30 m  | q     |
| 9    | B      | Dana Velďáková          | Slovaquie    | x       | 14,28 m | x       | 14,28 m  | q     |
| 10   | A      | Natalia Iastrebova      | Ukraine      | 13,94 m | 14,07 m | 14,21 m | 14,21 m  | q     |
| 11   | B      | Biljana Topić           | Serbie       | 14,03 m | 13,93 m | 14,21 m | 14,21 m  | q, SB |
| 12   | A      | Keila Costa             | Brésil       | 13,50 m | 14,02 m | 14,15 m | 14,15 m  | q     |
| 13   | A      | Yarianna Martínez       | Cuba         | 14,07 m | 13,92 m | x       | 14,07 m  |       |
| 14   | B      | Kimberly Williams       | Jamaïque     | 13,10 m | 14,06 m | 14,03 m | 14,06 m  |       |
| 15   | A      | Simona La Mantia        | Italie       | 14,06 m | x       | x       | 14,06 m  |       |
| 16   | B      | Paraskeví Papahrístou   | Grèce        | 13,71 m | 14,05 m | x       | 14,05 m  |       |
| 17   | A      | Irina Litvinenko Ektova | Kazakhstan   | 13,66 m | 13,57 m | 14,01 m | 14,01 m  |       |
| 18   | B      | Anastasiya Juravleva    | Ouzbékistan  | 14,00 m | 13,82 m | 13,79 m | 14,00 m  |       |
| 19   | A      | Mayookha Johny          | Inde         | 13,64 m | 13,99 m | 13,79 m | 13,99 m  |       |
| 20   | A      | Níki Panéta             | Grèce        | 12,87 m | 13,75 m | 13,97 m | 13,97 m  |       |
| 21   | A      | Marija Šestak           | Slovénie     | x       | 13,87 m | x       | 13,87 m  |       |
| 22   | A      | Valeriya Kanatova       | Ouzbékistan  | 13,86 m | 13,72 m | 13,75 m | 13,86 m  |       |
| 23   | B      | Dailenys Alcántara      | Cuba         | 13,66 m | 13,78 m | x       | 13,78 m  |       |
| 24   | B      | Aleksandra Kotlyarova   | Ouzbékistan  | 13,49 m | 13,78 m | x       | 13,78 m  |       |
| 25   | B      | Xie Limei               | Chine        | 13,55 m | 13,74 m | 13,75 m | 13,75 m  |       |
| 26   | B      | Andriyana Bânova        | Bulgarie     | 13,34 m | 13,63 m | 13,66 m | 13,66 m  |       |
| 27   | A      | Patrícia Mamona         | Portugal     | 13,48 m | 13,27 m | 13,59 m | 13,59 m  |       |
| 28   | B      | Anna Jagaciak           | Pologne      | 13,57 m | 13,57 m | x       | 13,57 m  |       |
| 29   | A      | Li Yanmei               | Chine        | x       | x       | 13,52 m | 13,52 m  |       |
| 30   | A      | Jung Hye-Kyung          | Corée du Sud | x       | 11,35 m | 13,50 m | 13,50 m  |       |
| 31   | A      | Amanda Smock            | États-Unis   | x       | 13,48 m | 13,37 m | 13,48 m  |       |
| 32   | B      | Ruslana Tsykhotska      | Ukraine      | x       | x       | 13,28 m | 13,28 m  |       |
| 33   | B      | Sarah Nambawa           | Ouganda      | 11,65 m | 13,22 m | 13,19 m | 13,22 m  |       |
| 34   | B      | Patricia Sarrapio       | Espagne      | x       | 13,11 m | 13,12 m | 13,12 m  |       |

## Légende
Records et Performances
- AR : Record continental (area record)
- CR : Record des championnats (championship record)
- MR : Record du meeting (meet record)
- NR : Record national (national record)
- OR : Record olympique (olympic record)
- PR : Record paralympique (paralympic record)
- PB : Record personnel (personal best)
- SB : Meilleure performance personnelle de la saison (season's best)
- WL : Meilleure performance mondiale de l'année (world leader)
- WJR : Record du monde junior (world junior record)
- WR : Record du monde (world record)

Circonstances et Conditions
- DNF : N'a pas terminé (did not finish)
- DNS : N'a pas pris le départ (did not start)
- DQ : Disqualification (disqualification)
- NM : Aucun essai valable enregistré (No Mark)
- Q : Qualifié « directement » au prochain tour (ou à la prochaine compétition), lors d'une compétition majeure, grâce au classement ou à la réalisation des minima (automatic qualifier)
- q : Qualifié au prochain tour (ou à la prochaine compétition), lors d'une compétition majeure, grâce au repêchage ou à la réalisation de l'une des meilleures performances parmi celles des « non qualifiés directement » (grâce au meilleur temps ou à la meilleure distance par exemple) (secondary qualifier)